# Reprezentacja Finlandii w futbolu amerykańskim mężczyzn
Reprezentacja Finlandii w futbolu amerykańskim – reprezentuje Finlandię w rozgrywkach międzynarodowych w futbolu amerykańskim. Za jej funkcjonowanie odpowiedzialny jest związek SAJL.

## Osiągnięcia na Mistrzostwach Europy
- 1983 :  2. miejsce
- 1985 :  1. miejsce
- 1987 :  3. miejsce
- 1989 :  2. miejsce
- 1991 :  2. miejsce
- 1993 :  1. miejsce
- 1995 :  1. miejsce
- 1997 :  1. miejsce
- 2000 :  1. miejsce
- 2001 :  2. miejsce
- 2005 :  3. miejsce
- 2010 :  5. miejsce
- 2014 :  4. miejsce
- 2018 :  3. miejsce

## Osiągnięcia na Mistrzostwach świata
- 1999: 6. miejsce
- 2003:  nie zakwalifikowała się
- 2007:  nie zakwalifikowała się
- 2011:  nie zakwalifikowała się
- 2015:  nie zakwalifikowała się